# 皮埃爾·貝爾傑
皮埃爾·貝爾傑（法語：Pierre Bergé，法語發音：[pjɛːʁ bɛʁʒe]，1930年11月14日—2017年9月8日），法國时装设计师、藝術品收藏家。曾是伊夫·聖羅蘭的伴侣，也是聖羅蘭品牌的創辦人之一。
貝爾傑的其他中文譯名有貝爾熱或皮埃爾·貝爾熱等。

## 生平
於1930年11月14日，在法國南部的奥莱龙岛出生，父親在稅務局工作，母親Christianne為教師。青少年時期就讀Lycée Eugène Fromentin，其後因希望成為記者而搬到巴黎。
在巴黎時，貝爾傑因參加了一場政治抗議而被拘捕，在拘留所期間認識了阿尔贝·加缪。貝爾傑19歲時，成為一份左派雜誌的編輯，加缪及让-保罗·萨特均有為它撰文，但雜誌很快結業。期間貝爾傑認識了让·谷克多、克里斯汀·迪奧。他也和貝爾納·布菲（Bernard Buffet）一起8年左右。
1958年，貝爾傑遇上了伊夫·聖羅蘭，立即看到了聖羅蘭的天才，兩人很快成為戀人。不久，本來為迪奧工作的聖羅蘭自立門戶，與貝爾傑一起創辦了聖羅蘭品牌，聖羅蘭負責服裝設計，而貝爾傑負責管理公司。
1976年，貝爾傑和聖羅蘭正式分手，不再一起住，但仍然是生意上的伙伴。1980年代，受法國當時左派總統弗朗索瓦·密特朗任命管理巴士底歌劇院。1996年，成為從事愛滋病研究及教育的Sidaction之總裁。同年，因有關聖羅蘭品牌的交易而被定內線交易罪，被罰100萬法郎。
2017年9月8日，於他在法國罗讷河口省圣雷米的別墅裡，睡夢中逝世。

### 私人生活
貝爾傑有過不同的戀人，最為人知的是與伊夫·聖羅蘭的感情。2008年，聖羅蘭因腦癌逝世，臨終前幾天，與貝爾傑民事結合，好等聖羅蘭死後，貝爾傑成為聖羅蘭的遺產繼承人。
2017年3月，貝爾傑與造園技師Madison Cox結婚。

## 政治
在政治傾向方面，貝爾傑是法國社會主義以及中华人民共和国民主运动的支持者。在六四事件中，貝爾傑成立中國民主之家，通過黃雀行動協助民運人士逃離中华人民共和国。在2009年3月，貝爾傑通過佳士得拍賣兩件圓明園十二生肖獸首銅像，並在法國國際廣播電台訪問時表示期望影響中國政治。獸首拍賣品結果由中國商人蔡銘超高價投得。

## 大眾文化
在不同的伊夫·聖羅蘭傳記片當中，貝爾傑由不同的演員擔當。只是2014年內已有兩套，取得貝爾傑同意的是，沒取得的是，但反而《巴黎聖羅蘭》口碑更好。